# Officin

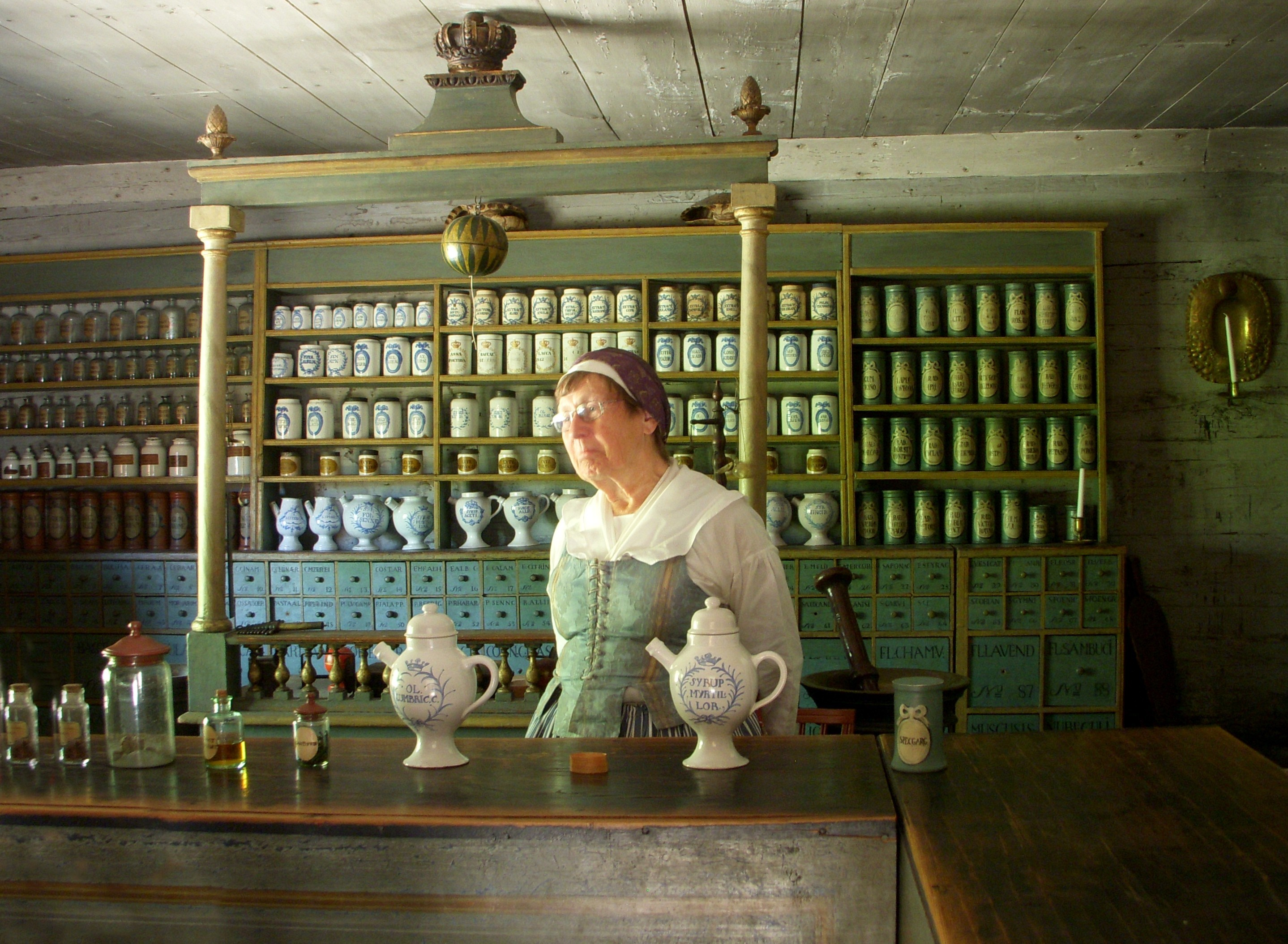
Apoteket Kronans officin på Skansen i Stockholm

Officin (från latinets officina, verkstad, arbetslokal med mera) är en äldre benämning på viss typ av lokal där verksamhet bedrivs, oftast använt som namn för inredning i ett apotek eller i namnet "tidningsofficin", vilket inrymmer allt från journalistik till tryckning.